# Jeżewo (powiat żniński)
Jeżewo – wieś w Polsce położona w województwie kujawsko-pomorskim, w powiecie żnińskim, w gminie Łabiszyn.
W latach 1975–1998 miejscowość należała administracyjnie do województwa bydgoskiego. Według Narodowego Spisu Powszechnego (III 2011 r.) liczyła 217 mieszkańców. Jest dziewiątą co do wielkości miejscowością gminy Łabiszyn.